# Хэй, Шина
Ши́на Хэй (англ. Sheena Hay) — шотландская кёрлингистка.
В составе женской команды Шотландии участник чемпионата мира 1981 (заняли шестое место) и двух чемпионатов Европы (лучший результат — бронзовые призёры в 1976). Чемпионка Шотландии среди женщин.
Играла на позиции второго.

## Достижения
- Чемпионат Европы по кёрлингу: бронза (1976).
- Чемпионат Шотландии по кёрлингу среди женщин: золото (1981).

## Команды
| Сезон   | Четвёртый    | Третий   | Второй         | Первый           | Турниры                      |
| ------- | ------------ | -------- | -------------- | ---------------- | ---------------------------- |
| 1976—77 | Sandra South | Шина Хэй | Margareth Ross | Elisabeth Manson | ЧЕ 1976                      |
| 1980—81 | Хелен Керд   | Рэй Грей | Шина Хэй       | Хелен Уотсон     | ЧШЖ 1981 · ЧМ 1981 (6 место) |
| 1981—82 | Хелен Керд   | Рэй Грей | Шина Хэй       | Хелен Уотсон     | ЧЕ 1981 (7 место)            |

(скипы выделены полужирным шрифтом)